# Copa do Mundo de Rugby Union de 2027
A Copa do Mundo de Rugby de 2027 está programada para ser a décima primeira edição da Copa do Mundo de Rugby, o campeonato mundial para times masculinos de rugby union que ocorre a cada quatro anos. Este evento está previsto acontecer na Austrália em 2027.

## Desenvolvimento e preparações
A Austrália foi escolhida para sediar a Copa do Mundo de Rugby de 2027 em 12 de maio de 2022.

### Estádios
As partidas ocorrerão em 12 estádios, em um total de nove cidades selecionadas para sediar o torneio.
| Sydney, Nova Gales do Sul                                 | Sydney, Nova Gales do Sul                                          | Sydney, Nova Gales do Sul                                | Perth, Austrália Ocidental     |
| --------------------------------------------------------- | ------------------------------------------------------------------ | -------------------------------------------------------- | ------------------------------ |
| Estádio Austrália a ( Parque Olímpico, Nova Gales do Sul) | Estádio de futebol de Sydney ab ( Parque Moore, Nova Gales do Sul) | Estádio Oeste de Sydney ( Parramatta, Nova Gales do Sul) | Estádio de Perth               |
| Capacidade: 83.500                                        | Capacidade: 45.000                                                 | Capacidade: 30.000                                       | Capacidade: 65.000             |
|                                                           |                                                                    |                                                          |                                |
| Melbourne, Victoria                                       |                                                                    |                                                          | Melbourne, Vitória             |
| Docklands Stadium a ( Docklands, Victoria)                | Estádio Retangular de Melbourne ( Boulevard Olímpico, Victoria)    |                                                          |                                |
| Capacidade: 56.347                                        | Capacidade: 33.000                                                 |                                                          |                                |
|                                                           |                                                                    |                                                          |                                |
| Brisbane, Queensland                                      | Adelaide, Sul da Austrália                                         |                                                          |                                |
| Lang Park a                                               | Adelaide Oval a                                                    |                                                          |                                |
| Capacidade: 53.583                                        | Capacidade: 52.500                                                 |                                                          |                                |
|                                                           |                                                                    |                                                          |                                |
| Newcastle, Nova Gales do Sul                              | Costa Dourada, Queensland                                          | Camberra, Território da Capital Australiana              | Townville, Queensland          |
| Centro Esportivo Internacional de Newcastle               | Estádio Robina                                                     | Estádio de Canberra a                                    | Estádio do Norte de Queensland |
| Capacidade: 30.500                                        | Capacidade: 27.400                                                 | Capacidade: 25.011                                       | Capacidade: 25.000             |
|                                                           |                                                                    |                                                          |                                |

a estádio/local usado na Copa do Mundo de Rugby de 2003 . ab Estádio construído no terreno do antigo Sydney Football Stadium.

## Classificação
Mantendo os critérios atuais, 12 equipes se classificarão automaticamente para o torneio ao terminarem entre os três primeiros de seu grupo na Copa do Mundo de Rugby de 2023. 
As demais 8 vagas serão disputadas por torneios regionais, sendo duas vagas para Europa, 2 vagas para as Américas, enquanto Oceania, África e Ásia/Pacífico ficam com uma vaga cada. Por fim, a última vaga é disputada em um torneio de repescagem.
| Região  | Equipe    | Meio de classificação | Pariticipações anteriores | Melhor resultado      | Ranking Mundial |
| ------- | --------- | --------------------- | ------------------------- | --------------------- | --------------- |
| Oceânia | Austrália | Anfitriões            | 10                        | Campeões (1991, 1999) | 8               |